# Ligne 1 du tramway de Montpellier
Pour les articles homonymes, voir Ligne 1.
La ligne 1 du tramway de Montpellier est une ligne du tramway de Montpellier longue de 15,7 kilomètres et circulant exclusivement sur le territoire de la commune française de Montpellier. Elle se parcourt en 50 minutes d'un terminus à l'autre. Électrifiée en 750 volts courant continu, 500 millions de passagers cumulés utilisent la ligne 1 entre son ouverture en juin 2000 et mars 2017.
Elle est à son lancement la ligne de tramway la plus fréquentée de France avec 126 000 voyageurs quotidiens pour 75 000 voyageurs quotidiens initialement projetés,. Son record d'affluence quotidienne est atteint le vendredi 6 octobre 2006 avec 139 000 validations de titres de transport. L'aménagement urbain de la ligne est réalisé par l'architecte urbaniste Antoine Garcia-Diaz (quais, stations, revêtements, plantations, mobiliers urbains).

## Histoire

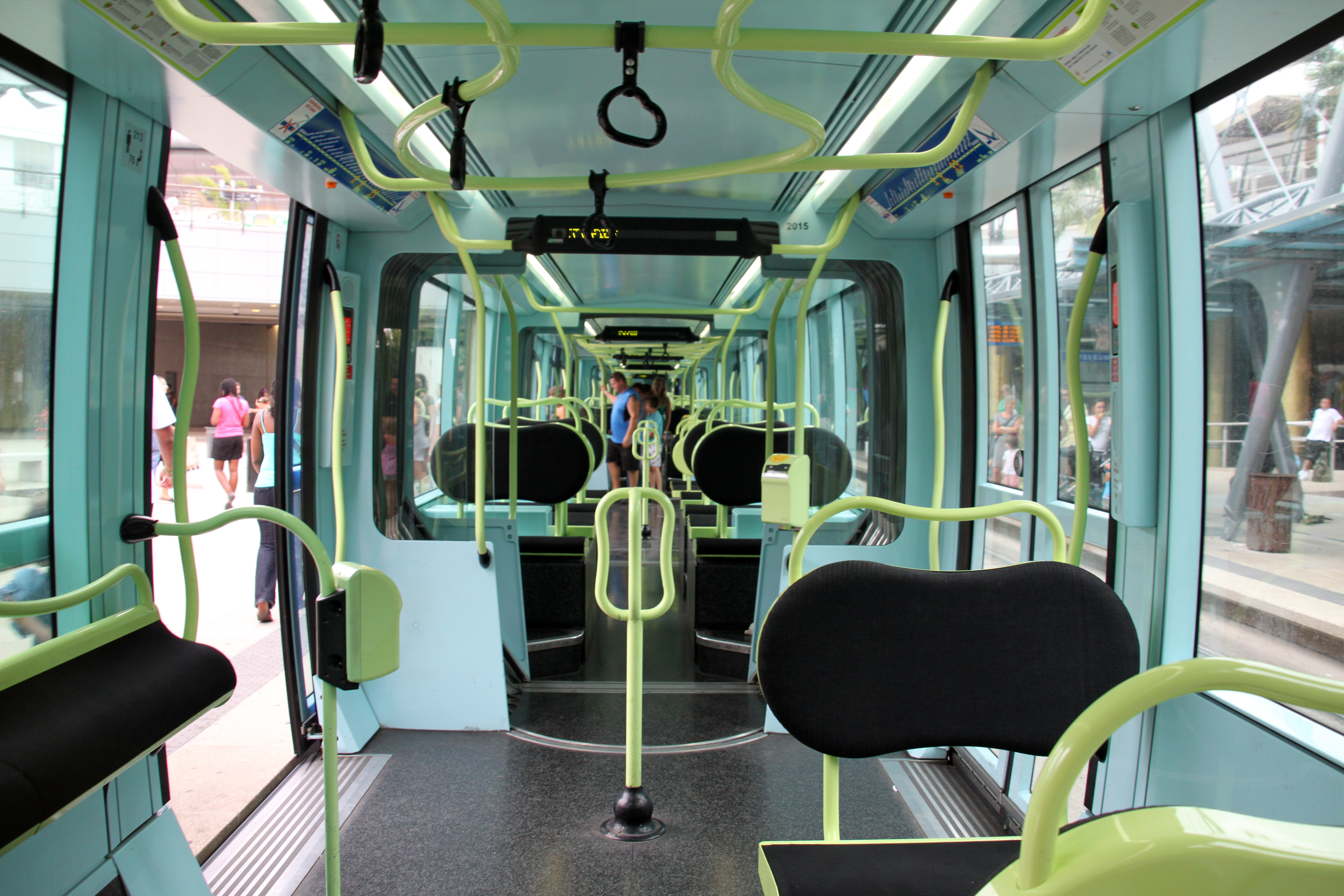
Vue intérieure d'une rame Citadis 401 de la ligne 1.

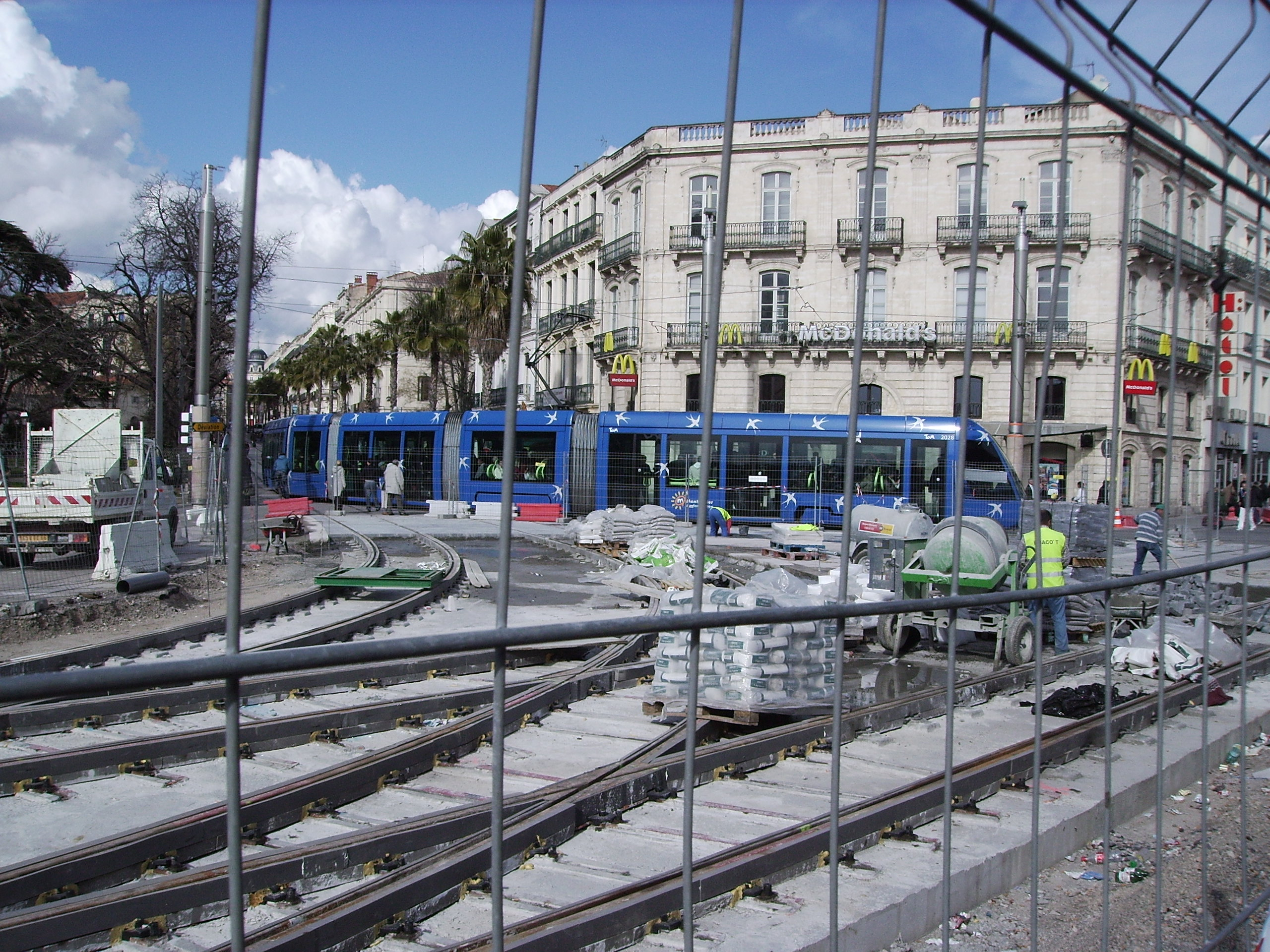
Jonction des 2 lignes (ici la ligne 2 en travaux) sur le parvis de la gare.

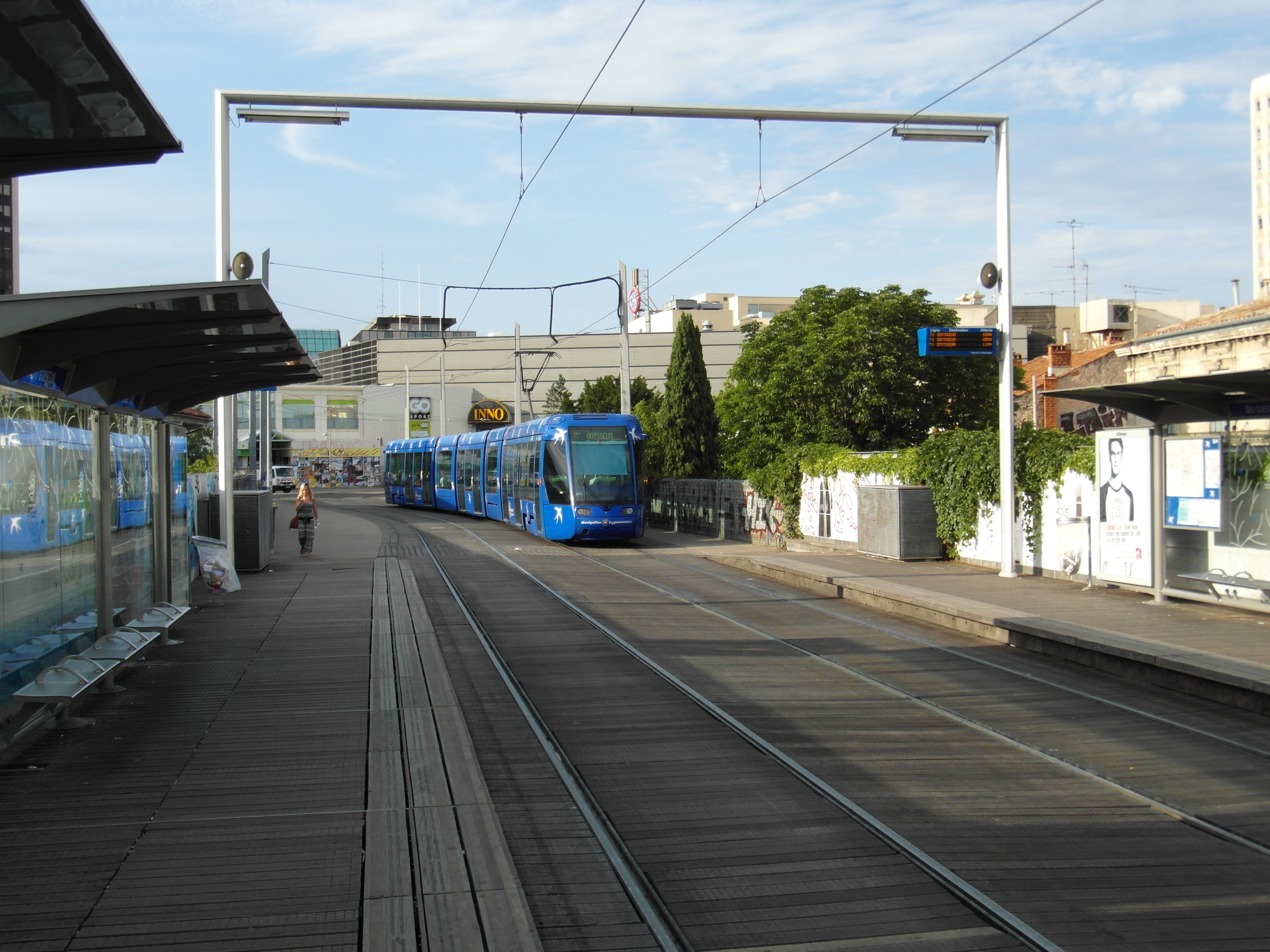
Station Duguesclin de la ligne 1.

Ayant fait définitivement le choix du tramway au début des années 1990, le District de Montpellier lance concrètement le projet en 1995 en votant le budget. La déclaration d'utilité publique est prononcée en 1997.
La première ligne doit relier La Paillade à l'ouest au nouveau quartier d'activités Odysseum à l'est, en desservant des quartiers importants de la ville : Euromédecine, Hôpitaux-Facultés, l'Écusson, la gare SNCF, la gare routière, et Antigone où sont construits une piscine olympique et une médiathèque centrale. Les désaccords vont porter sur la traversée de l'Écusson : les commerçants s'opposent au passage sur le boulevard du Jeu-de-Paume, une des principales artères automobiles, et les rues Foch et de la Loge dans la vieille ville sont piétonnes. Finalement, c'est un passage sous l'allée de la Citadelle puis sur la place de la Comédie qui est proposé et adopté, malgré les réticences des cafetiers dont les terrasses vont être coupées en deux par les rames.
Les grands travaux sont achevés en moins d'un an, en septembre 1999, et l'inauguration a lieu le 30 juin 2000. La ligne comporte alors 26 stations, entre Mosson et Odysseum.
Chaque rame de la Ligne 1 est floquée avec le nom d'une des villes de l'Agglomération, puis de la Métropole de Montpellier, ainsi qu'une avec le département de l'Hérault et une autre avec la Région Occitanie/Pyrénées-Méditerranée. 
Certaines stations n'entrent en service que plus tard : le 11 octobre 2003 pour la station Millénaire et le 18 novembre 2003 pour la station Malbosc. En 2005, la station Gares est renommée Gare Saint-Roch  à la suite du changement de nom de la gare de Montpellier en Montpellier-Saint-Roch.
La station Odysseum est renommée Place de France en 2009, et la ligne est prolongée d'une station jusqu'au nouveau terminus prenant le nom d'Odysseum.
La station Mondial 98 est ouverte en 2010, portant le nombre total de stations à 29.
En 2011, l'Hôtel de ville de Montpellier ayant été transféré de la place Francis Ponge à la place Georges Frêche, l'ancienne station Hôtel de Ville est renommée Du Guesclin et la station Moularès en Moularès (Hôtel de Ville).
Pour la mise en service de la ligne 3 le 7 avril 2012, la ligne 1 est prolongée d'une station à partir de l'ancien terminus Mosson, qui sera renommé Stade de la Mosson en référence au stade de football à proximité, vers un nouveau terminus Mosson en correspondance avec la nouvelle ligne de tramway et avec plusieurs lignes de bus et cars départementaux, portant le nombre de stations de la ligne à 30.
En juillet 2016, à la suite du bouclage de la ligne 4 de tramway lui permettant de faire le tour de l'Écusson, la station Place Albert 1er est renommée en Place Albert 1er - Saint Charles, pour ne pas la confondre avec la nouvelle station Albert 1er - Cathédrale de la ligne 4.
Dans le courant du mois de février 2022, la station Boutonnet est renommée Boutonnet - Cité des Arts, faisant suite à la réhabilitation de l'ancienne maternité en conservatoire à rayonnement régional.
Les stations Gare Saint-Roch rue de la République (quais des lignes 3 et 4) et Rives du Lez (quais de la ligne 3) sont renommées Gare Saint-Roch - République et Rives du Lez - Consuls de Mer afin de différencier les quais séparés de ces stations pendant la même période.
Le 2 janvier 2023, les stations Malbosc et Louis Blanc sont renommées respectivement Malbosc - Domaine d'Ô et Louis Blanc - Agora de la Danse afin de proumouvoir les lieux culturels à proximité des stations.

## Tracé
|  |   |  | Stations                                | Latitude Longitude                | Communes desservies | Correspondances                                    |
|  | - |  | --------------------------------------- | --------------------------------- | ------------------- | -------------------------------------------------- |
|  | ■ |  | Mosson                                  | 43° 36′ 58,51″ N, 3° 49′ 10,89″ E | Montpellier         | 3 34 40 42 234280617661662663668681685             |
|  | • |  | Stade de la Mosson                      | 43° 37′ 16,29″ N, 3° 49′ 02,55″ E | Montpellier         |                                                    |
|  | • |  | Halles de la Paillade                   | 43° 37′ 39,28″ N, 3° 49′ 02,98″ E | Montpellier         |                                                    |
|  | • |  | Saint-Paul                              | 43° 37′ 50,33″ N, 3° 49′ 15,93″ E | Montpellier         |                                                    |
|  | • |  | Hauts de Massane                        | 43° 38′ 10,88″ N, 3° 49′ 21,6″ E  | Montpellier         | 19                                                 |
|  | • |  | Euromédecine                            | 43° 38′ 20,37″ N, 3° 49′ 39,67″ E | Montpellier         | 6 24 616                                           |
|  | • |  | Malbosc - Domaine d'Ô                   | 43° 38′ 04,57″ N, 3° 49′ 59,6″ E  | Montpellier         | 24                                                 |
|  | • |  | Château d'Ô                             | 43° 37′ 53,81″ N, 3° 50′ 35,04″ E | Montpellier         | 6 7                                                |
|  | • |  | Occitanie                               | 43° 38′ 04,5″ N, 3° 50′ 54,81″ E  | Montpellier         | 6 23 26 610614615616                               |
|  | • |  | Hôpital Lapeyronie                      | 43° 37′ 53,97″ N, 3° 51′ 09,36″ E | Montpellier         |                                                    |
|  | • |  | Universités des Sciences et des Lettres | 43° 37′ 44,91″ N, 3° 51′ 41,61″ E | Montpellier         | 22                                                 |
|  | • |  | Saint-Éloi                              | 43° 37′ 37,24″ N, 3° 51′ 56,57″ E | Montpellier         | 10 15                                              |
|  | • |  | Boutonnet - Cité des Arts               | 43° 37′ 21,33″ N, 3° 52′ 05,22″ E | Montpellier         |                                                    |
|  | • |  | Stade Philippidès                       | 43° 37′ 08,29″ N, 3° 52′ 10,19″ E | Montpellier         |                                                    |
|  | • |  | Place Albert 1er - Saint-Charles        | 43° 36′ 59,46″ N, 3° 52′ 26,71″ E | Montpellier         | 4                                                  |
|  | • |  | Louis Blanc - Agora de la Danse         | 43° 36′ 53,1″ N, 3° 52′ 41,28″ E  | Montpellier         | 4                                                  |
|  | • |  | Corum                                   | 43° 36′ 51,03″ N, 3° 52′ 54,52″ E | Montpellier         | 2 4                                                |
|  | • |  | Comédie                                 | 43° 36′ 30,19″ N, 3° 52′ 47,2″ E  | Montpellier         | 2                                                  |
|  | • |  | Gare Saint-Roch                         | 43° 36′ 17,43″ N, 3° 52′ 50,04″ E | Montpellier         | 2 3 4 8 11 17 234280 Grandes lignes, TER Occitanie |
|  | • |  | Du Guesclin                             | 43° 36′ 25,7″ N, 3° 52′ 59,61″ E  | Montpellier         |                                                    |
|  | • |  | Antigone                                | 43° 36′ 30,92″ N, 3° 53′ 11,89″ E | Montpellier         |                                                    |
|  | • |  | Léon Blum                               | 43° 36′ 32,18″ N, 3° 53′ 24,66″ E | Montpellier         | 14                                                 |
|  | • |  | Place de l'Europe                       | 43° 36′ 26,58″ N, 3° 53′ 38,27″ E | Montpellier         | 4 A 14 16 620                                      |
|  | • |  | Rives du Lez                            | 43° 36′ 15,21″ N, 3° 53′ 41,6″ E  | Montpellier         | 3 4                                                |
|  | • |  | Moularès (Hôtel de Ville)               | 43° 36′ 02,25″ N, 3° 53′ 43,87″ E | Montpellier         | 3 4                                                |
|  | • |  | Port Marianne                           | 43° 36′ 05,5″ N, 3° 53′ 57,79″ E  | Montpellier         | 3 16                                               |
|  | • |  | Mondial 98                              | 43° 36′ 10,01″ N, 3° 54′ 14,66″ E | Montpellier         |                                                    |
|  | • |  | Millénaire                              | 43° 36′ 12,15″ N, 3° 54′ 35,83″ E | Montpellier         | 14 15                                              |
|  | • |  | Place de France                         | 43° 36′ 13,56″ N, 3° 54′ 56,52″ E | Montpellier         | 14 15 52 Navette Gare Bus 2 606                    |
|  | ■ |  | Odysseum                                | 43° 36′ 13,29″ N, 3° 55′ 12,99″ E | Montpellier         | P+Tram                                             |

Les stations en gras servent de départ ou de terminus à certaines missions.

## Matériel roulant

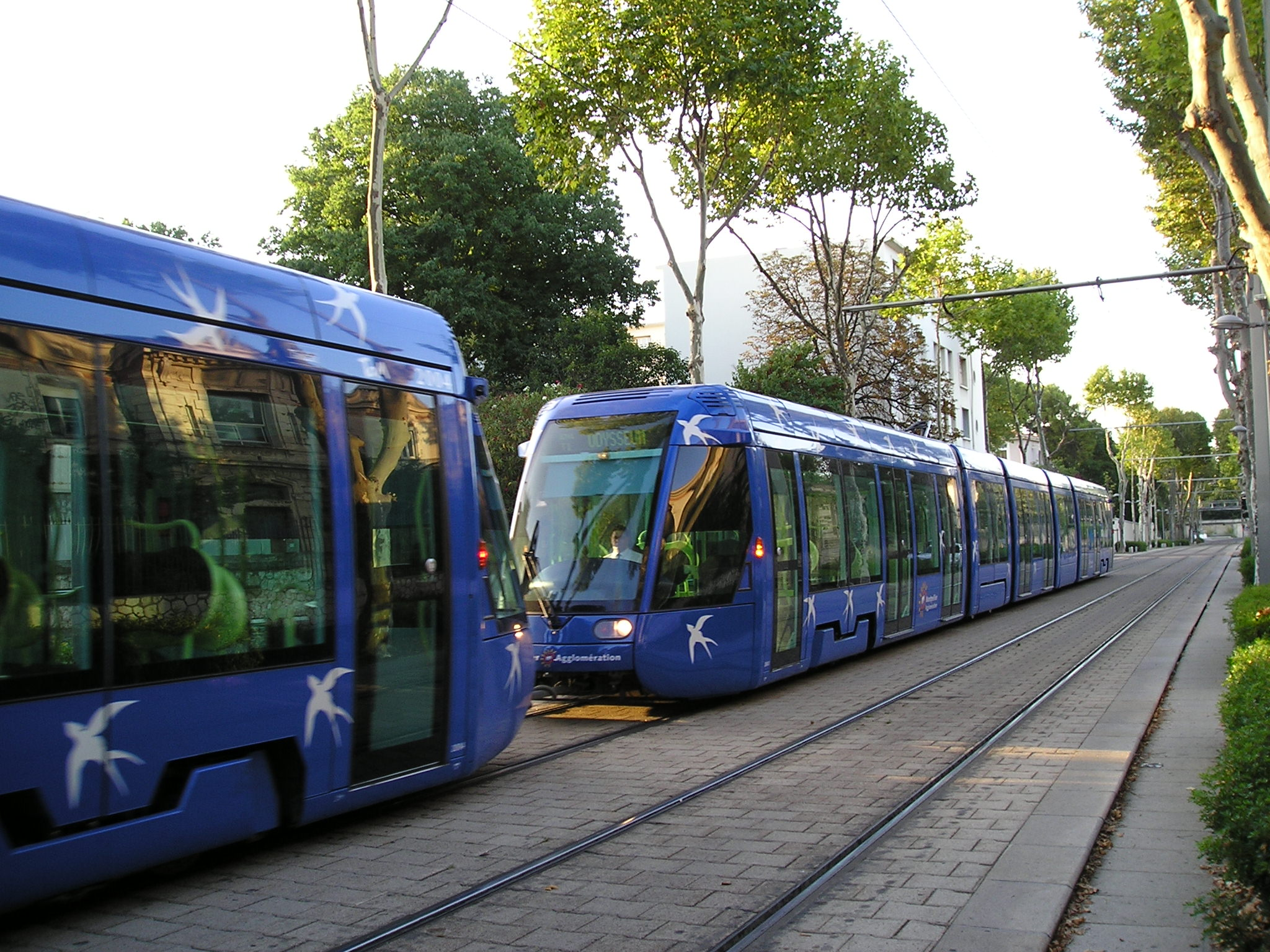
Une rame en panne remorquée par une autre, constituant un convoi de près de 82 mètres de long.

Les rames de la ligne 1 sont remisées et entretenues au dépôt Les Hirondelles dans le quartier de la Mosson ; elles sont au nombre total de 33 dont 30 Citadis 401 numérotés de 2001 à 2030 et 3 Citadis 402 numérotés de 2090 à 2092. L'extérieur est décoré en bleu avec des hirondelles blanches par les stylistes Élisabeth Garouste et Mattia Bonetti. Chaque rame est baptisée du nom d'une commune membre de la métropole ou d'une collectivité qui a contribué au financement de la ligne.
La ligne 1 est initialement dotée de 28 rames de modèle Citadis 301 d'Alstom d'une longueur de 29,8 mètres (3 caisses) qui sont livrées en 1999-2000. Deux rames supplémentaires livrées au début de l'année 2002 portent leur nombre à trente. La longueur de l'ensemble des rames est portée à 40,9 mètres (5 caisses) entre le mois de juillet 2002 et le mois de mai 2003, pour suivre la fréquentation de la ligne. Ces trente rames, devenues Citadis 401 après leur extension, sont numérotées de 2001 à 2030.
En décembre 2006-janvier 2007, trois rames Citadis 302 (le modèle de la ligne 2) sont livrées pour renforcer le service entre Occitanie et Odysseum à partir de mai 2007. Elles sont numérotées de 2031 à 2033 et ont été transférées sur la ligne 4 lors de sa mise en service en 2012. Trois rames Citadis 402, numérotées 2090 à 2092, viennent les remplacer.
Les rames 2070, 2098 et 2099, servant aussi sur la ligne 3, viennent occasionnellement renforcer le service sur cette ligne. Ces rames peuvent revêtir une couleur noire, ou une livrée promotionnelle.
| Constructeur       | Modèle           | Nombre           | Numérotation       | Années delivraison | Longueur         | Nombre de caisses(éléments) | Affectation      |
| Rames mono-ligne   | Rames mono-ligne | Rames mono-ligne | Rames mono-ligne   | Rames mono-ligne   | Rames mono-ligne | Rames mono-ligne            | Rames mono-ligne |
| ------------------ | ---------------- | ---------------- | ------------------ | ------------------ | ---------------- | --------------------------- | ---------------- |
| Alstom             | Citadis 401      | 30               | nos 2001 à 2030    | 1999 - 2002        | 40,9 mètres      | 5                           | 1                |
| Alstom             | Citadis 402      | 3                | nos 2090 à 2092    | 2012               | 42 mètres        | 7                           | 1                |
| Rames multi-lignes |                  |                  |                    |                    |                  |                             |                  |
| Alstom             | Citadis 402      | 3                | 2070, 2098 et 2099 | octobre 2014       | 42 mètres        | 7                           | 1 2 3            |

## Exploitation
En semaine, la première rame commence son service à 4 h 40 et le service se termine à 1 h 30 du lundi au jeudi et à 2 h 30 les vendredis et samedis. Le dimanche le service commence à 5 h 45 et se termine à 1 h 30.
Le matin, les jours de semaine hors vacances scolaires, le service est renforcé entre Odysseum et Occitanie, où certaines rames y ont leur terminus.
La ligne ne fonctionne pas le 1er mai.

## Œuvres artistiques
Le long de la première ligne, en 2000, ont été installés plusieurs œuvres d'art.
Près de la station Stade de la Mosson, Constellation humaine de Chen Zhen est l'assemblage de deux disques métalliques de neuf mètres de diamètre pourvus de soixante-dix chaises.

Près de la station Universités,  Hommage à Confucius d'Alain Jacquet, sculpture composée de deux éléments rouges, désignée localement comme « la saucisse et le donut », signifiant l'importance de l'intelligence et du savoir. L'hommage est installé près de l'entrée de l'université des sciences.
Près de la station Corum, à l'extrémité nord de l'Esplanade Charles-de-Gaulle, Allégories d'Alain MacCollum sont des moulages réalisés d'après des statues abîmées du château Bonnier de la Mosson. Originellement peintes en couleurs, elles sont recouvertes de peinture couleur argent depuis un vandalisme. Elles sont depuis repeintes avec leurs couleurs d'origine.
Dans la rue Maguelone, entre les stations Comédie et Gare Saint-Roch, Le Voyage de Sarkis est un ensemble de trente-deux chaises en verre et bronze. Chacune porte le nom d'un monument, de sa ville et de leur distance à Montpellier.
Près de la station Port Marianne, la place Ernest-Granier est ornée d'une œuvre non titrée de Ludger Gerdes composée de panneaux bleus et rouges, couleurs de la République française.

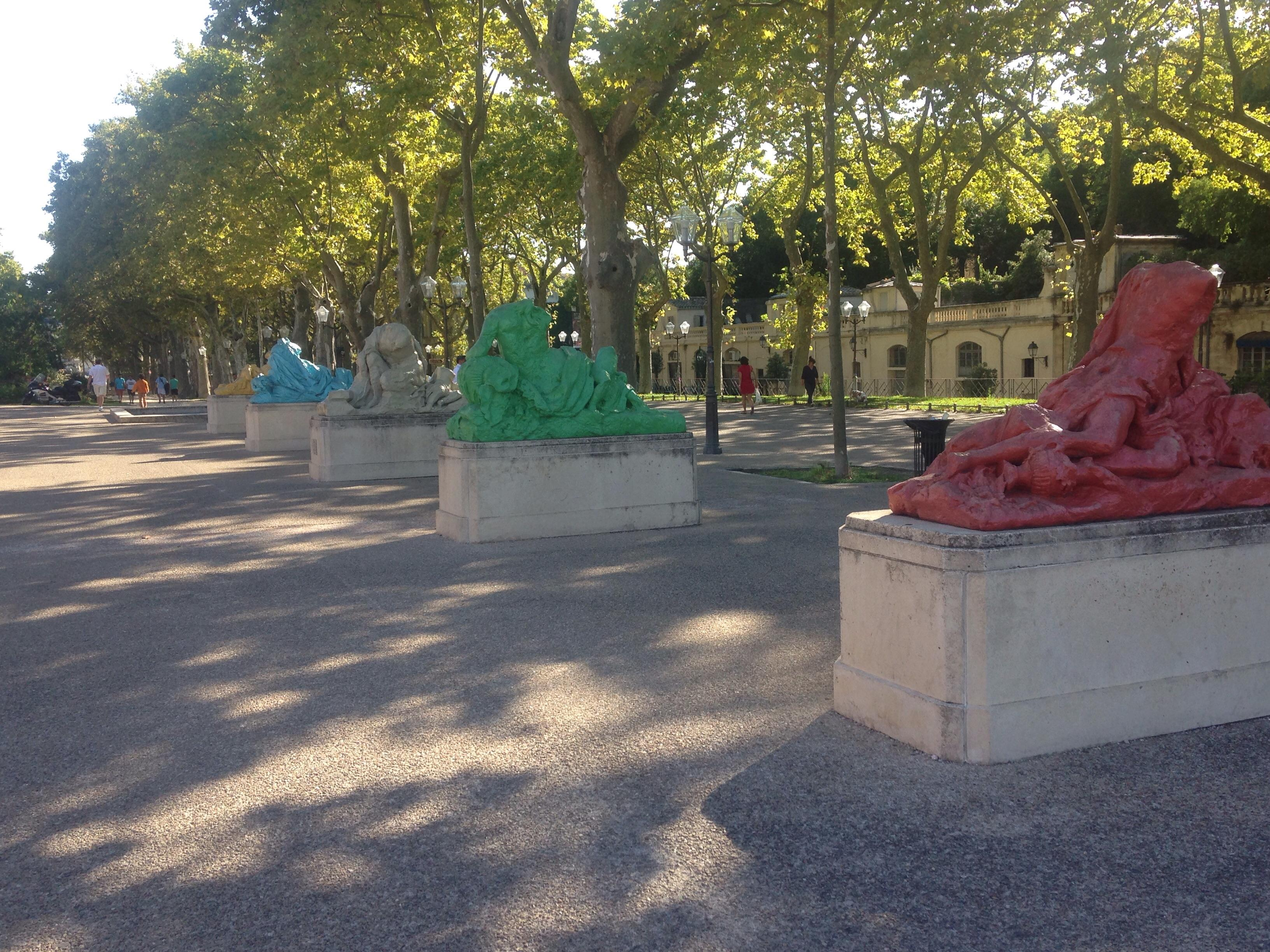
Allégories, Esplanade Charles-de-Gaulle.
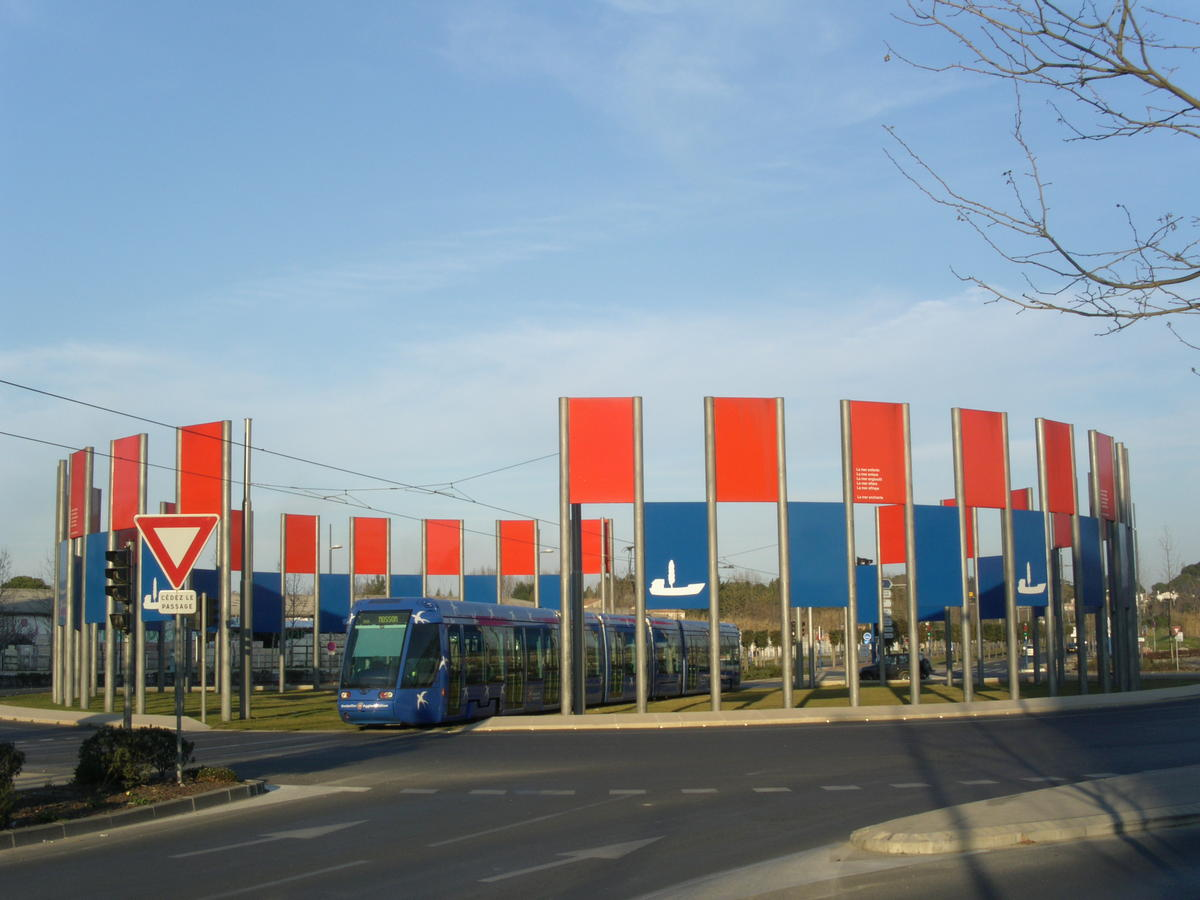
Place Ernest-Granier.

## Projets d'extension
Deux prolongements plus longs ont pu être esquissés au sud : d'une part vers le domaine de Grammont, centre sportif, funéraire et de concerts au nord-est d'Odysseum et d'autre part vers l'aéroport Montpellier-Méditerranée à travers un nouveau quartier montpelliérain qui serait construit au sud de l'autoroute A9,, autour de la gare de Montpellier-Sud de France sur la nouvelle LGV entre Nîmes et Montpellier.
L'extension de la ligne jusqu'à la Gare Montpellier-Sud-de-France sera mise en service le 18 octobre 2025.